# Nhông xám Nam bộ
Nhông xám Nam bộ, nhông bách hay tắc ké (tên khoa học: Calotes bachae) là một loài nhông phân bố rộng khắp nhiều địa phương thuộc Tây Nguyên và Nam Bộ Việt Nam. Chúng có mặt ở các sinh cảnh gần khu dân cư như vườn nhà, cây bụi ven đường hay các khu rừng trên núi đất thấp thuộc các tỉnh Kon Tum, Đắk Lắk, Lâm Đồng, Bình Phước, Tây Ninh, Đồng Nai, Bà Rịa – Vũng Tàu và Thành phố Hồ Chí Minh.
Trong quá khứ, người ta đã thường lầm tưởng loài nhông bách (Calotes bachae) này và nhông xám (Calotes mystaceus) - một loài nhông ở Myanmar - do vẻ bề ngoài có nhiều điểm rất giống nhau. Tuy nhiên, kết quả tổng hợp của phân tích gen và xem xét kích cỡ và đặc điểm vảy đã chỉ ra rằng nhông bách Calotes bachae là một loài riêng biệt. Kết quả nghiên cứu này đã được công bố trên tạp chí học thuật Zootaxa vào tháng 1 năm 2013. Khả năng vật lí của loài này có thể được phân biệt với loài Nhông hàng rào (Calotes cf. versicolor) với tốc độ chạy chậm hơn và hung hăng hơn. 

## Mô tả

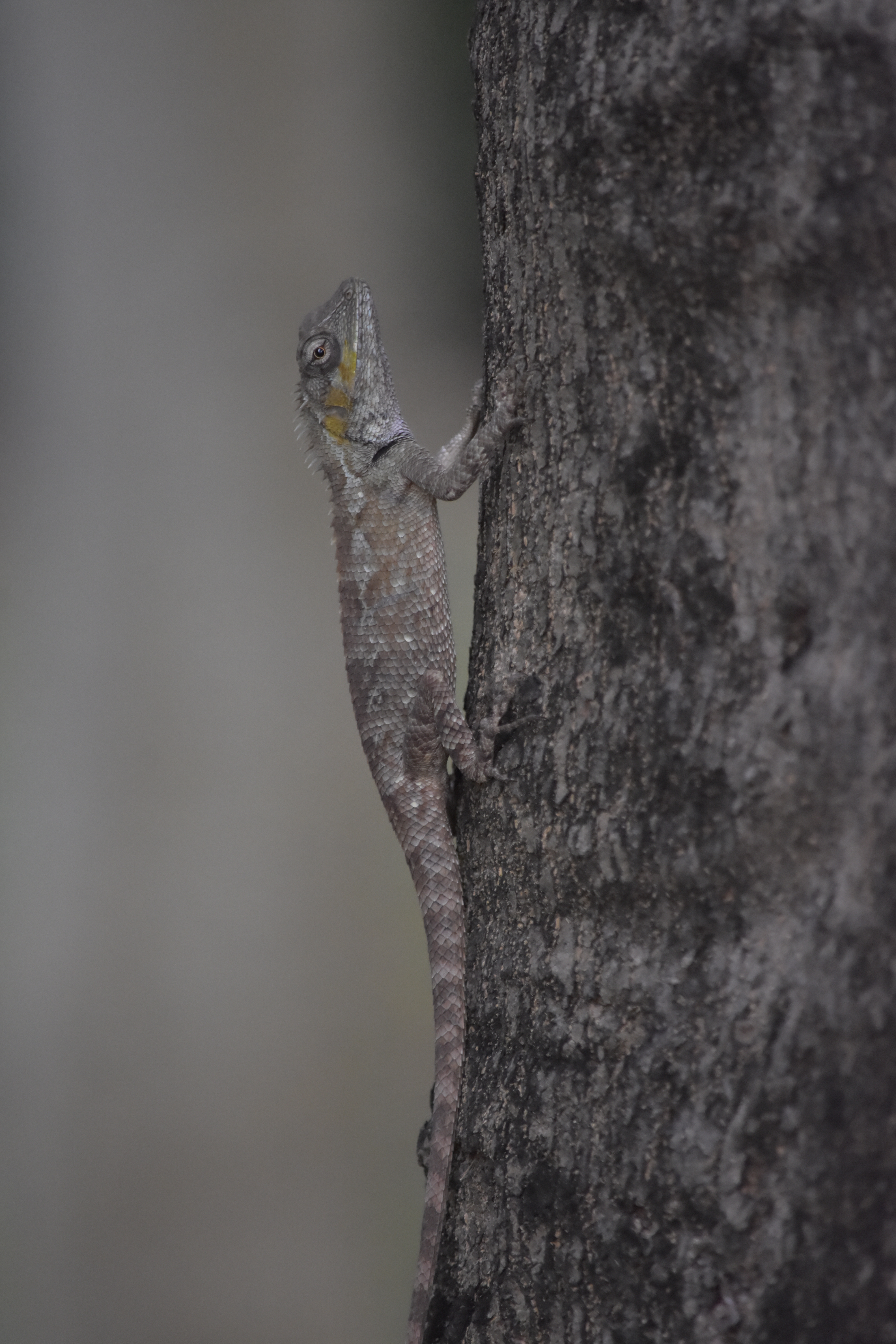
Một con nhông xám Nam Bộ còn gọi là tắc ké trưởng thành ở Công viên Hoàng Văn Thụ

Calotes bachae có chiều dài đầu và thân là 97 milimét. Đuôi của loài này có chiều dài gấp hơn hai lần chiều dài đầu và thân. Vảy thân nhỏ với kích cỡ không đều, hơi có gờ và sắp xếp thành các hàng không đồng nhất. Một diềm da chạy từ sau hàm đến gần chi trước. Trên đầu và gáy tới vai có một mảng màu xanh lam mờ dần ở phía sau chi trước. Từ phía dưới ổ mắt qua màng nhĩ về góc sau hàm có một sọc màu vàng. Phần sau của thân có màu vàng hay nâu nhạt.
Vào mùa sinh sản, nhông đực có màu sắc rực rỡ từ màu xanh cô-ban đến màu ngọc lam sáng. Timo Hartmann - trưởng nhóm nghiên cứu - nhận định rằng đây là cách một con đực thu hút con cái và đe dọa các con đực khác. Tuy nhiên, vào ban đêm thì nhông chuyển sang màu nâu sẫm.